# Copparo

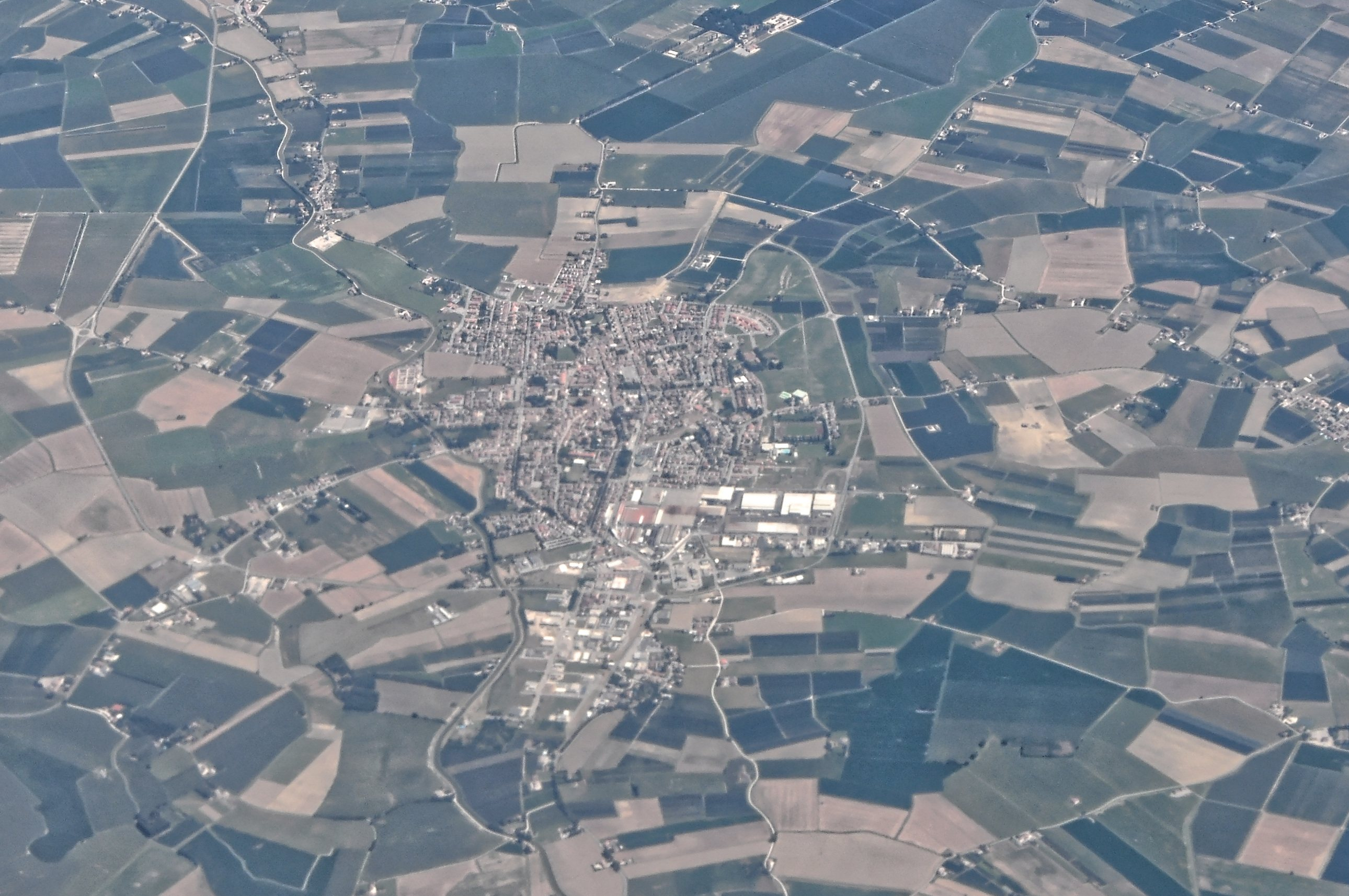
Copparo aus der Luft

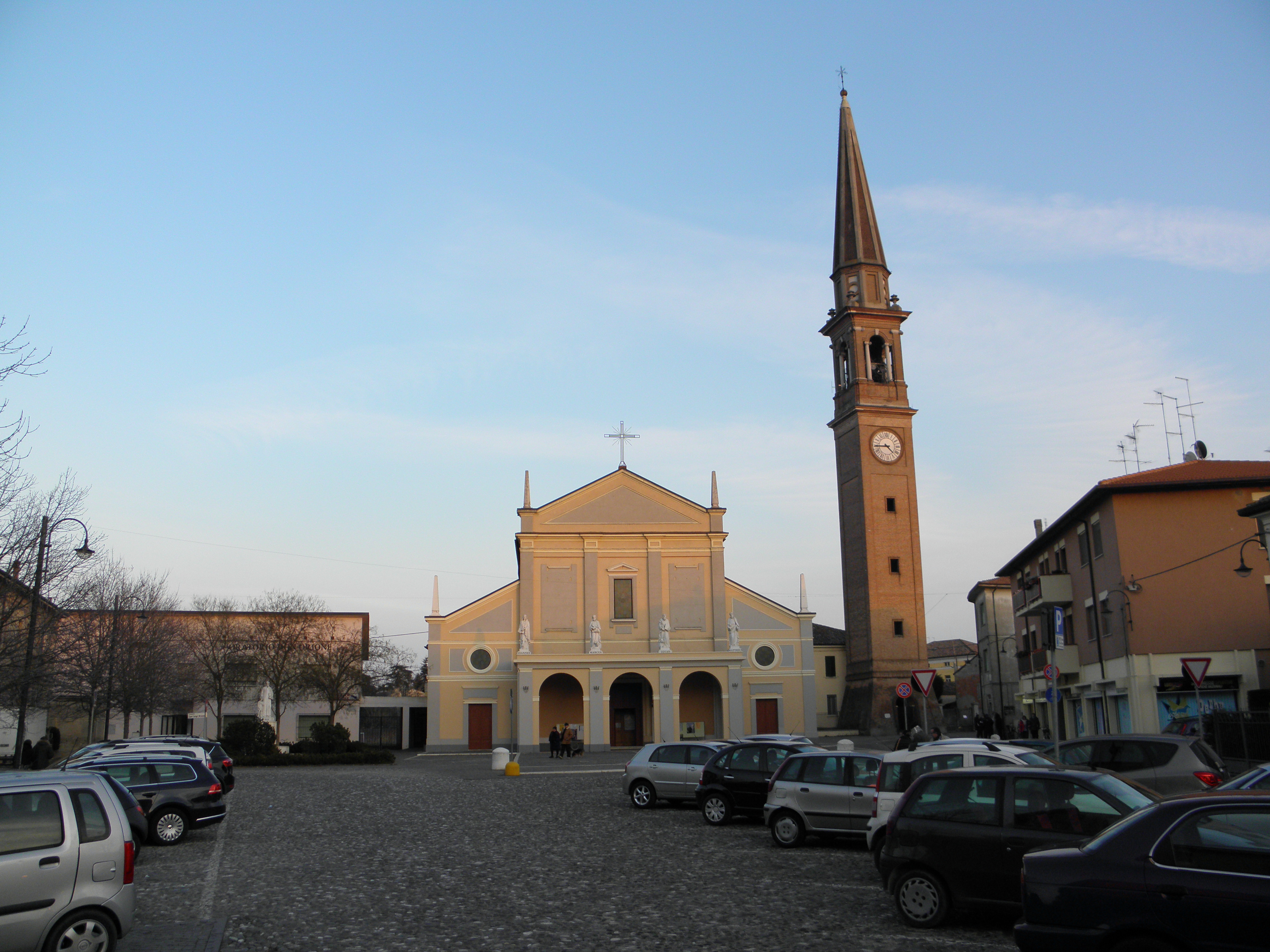
Die Kirche Santi Pietro e Paolo

Copparo ist eine Kleinstadt mit 15.739 Einwohnern (Stand 31. Dezember 2023) in der Provinz Ferrara in der Region Emilia-Romagna in Oberitalien.

## Geographische Lage
Die Stadt liegt 20 Kilometer nordöstlich der Provinzhauptstadt Ferrara. Nachbarstädte sind Rovigo im Norden, Codigoro im Südosten und Portomaggiore im Süden.

## Geschichte
Der Ort wurde bereits in einer Urkunde von 870 n. Chr. erwähnt. Die Stadt  war lange Streitobjekt zwischen den Kirchen von Ferrara und Ravenna.

## Sehenswürdigkeiten
- Wachtturm, Überbleibsel eines durch Brand zerstörten Lustschlosses der Este; in dem Gebäude ist  die Galerie für Moderne Kunst untergebracht.
- Kirche S. Venanzio
- Romanisches Pfarrhaus in dem Dorf Saletta, westlich von Copparo.

## Persönlichkeiten
- Daniele Barioni (1930–2022), Opernsänger
- Patrizio Bianchi (* 1952), Ökonom und parteiloser Politiker